# Oświata (czasopismo)
Oświata – czasopismo pedagogiczne, ukazujące się w Poznaniu w latach 1865–1868.
„Oświata” wydawana była przez grupę księży i nauczycieli, m.in. przez Ludwika Rzepeckiego. Pismo poświęcone było zarówno nauce i wychowaniu szkolnemu, jak i domowemu (Hasłem naszym: zgoda nauki z Objawieniem świętym, jedność Kościoła i szkoły). Pismo publikowało materiały z zakresu nauczania w szkole elementarnej, walki z analfabetyzmem, na temat piśmiennictwa ludowego, historii oświaty, ruchu zawodowego środowiska nauczycieli, a także katechizacji dzieci i życia bieżącego kościoła katolickiego.